# Vasyl' Archypenko
Vasyl' Al'bertovyč Archypenko (in ucraino Василь Альбертович Архипенко?, in russo Василий Альбертович Архипенко?, Vasilij Al'bertovič Archipenko; Mykolaïvka, 28 gennaio 1957) è un ex ostacolista sovietico, specializzato nei 400 metri ostacoli.

## Biografia
Ha gareggiato per l'Unione Sovietica ai Giochi olimpici di Mosca 1980 nei 400 metri ostacoli, vincendo la medaglia d'argento.
Nella stessa specialità ha vinto anche la medaglia di bronzo agli Europei di Praga 1978.